# André Lhote

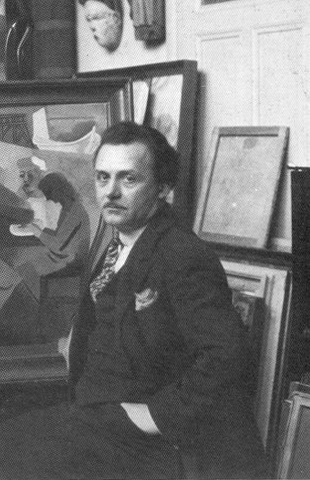
André Lhote, fotografiert von Edmond Boissonnet

André Lhote (* 5. Juli 1885 in Bordeaux; † 24. Januar 1962 in Paris) war ein französischer Maler des Kubismus, Kunsttheoretiker und -lehrer.

## Leben
André Lhote absolvierte sein Studium an der École des Beaux-Arts in seiner Heimatstadt. Danach wandte er sich zunächst der Bildhauerei, schließlich der Malerei zu. Im Jahr 1910 fand er, inzwischen verheiratet, mit seiner Frau Aufnahme in der Villa Médicis libre in Orgeville (Département Eure, Normandie). Wegbereiter seines Umzugs nach Paris waren seine Freunde Jacques Rivière (1886–1925), der wie Lhote aus Bordeaux stammte, und Alain-Fournier (1886–1914), mit denen er in den Jahren von 1906/1909 bis 1911 eine rege Korrespondenz führte und die ihm bei der Ausstellung seiner Werke im Salon des Indépendants oder in Galerien, beim Verkauf und bei der Beschaffung von Nebenerwerbsquellen behilflich waren. So lieferte Lhote 1910/1911 Holzschnitte für die Tageszeitung Paris-Journal, für welche Alain-Fournier die Literaturrubrik schrieb. Dieser ermutigte ihn auch, sich der Kunstkritik zu widmen. Ebenfalls verband ihn eine tiefe Freundschaft mit Gustave Tronche, der 1908 Lhotes Schwägerin Jeanne Hayet geheiratet hatte und später in den Vorstand der Nouvelle Revue Française (NRF) eintrat. Dank Tronche war Lhote ab 1918 auch als Kunstkritiker für die NRF tätig.
Gleichzeitig leitete Lhote eine eigene Malschule in Paris. Im Jahr 1925 gründete er am Montparnasse die angesehene Académie Lhote und leitete auch Kurse an der Académie Scandinave. Zu seinen Schülern gehörten die Malerin des Art déco Tamara de Lempicka sowie Henri Cartier-Bresson, Alf Bayerle, Lucienne Bloch, Karin Luts, Daphne Maugham-Casorati, Oswald Petersen, Fred Klein und William Klein.
Er war mit Marguerite Hayet (1898–1978) verheiratet.
Lhote starb im Alter von 76 Jahren in Paris. Er fand seine letzte Ruhestätte auf dem Friedhof Montparnasse. Das Musée de Valence in Valence hat seinem Schaffen einen eigenen Raum gewidmet.

## Werk
Zu Beginn seiner künstlerischen Laufbahn war Lhote stark von Paul Gauguin inspiriert. Lhote schloss sich daraufhin den Kubisten an und verkehrte mit der Künstlergruppe, die sich um Juan Gris gebildet hatte. Von den Kubisten übernahm Lhote die Vereinfachung der Formen und die Auflösung der Motive in überwiegend eckige Flächen. Bei der Wahl der Motive und hinsichtlich des Bildaufbaus behielt er indessen die klassische Malerei im Blickfeld und achtete darauf, dass seine Gemälde „leserlich“ blieben. Das Spätwerk war geprägt von großflächigen Wandmalereien wie beispielsweise jenen in der medizinischen Fakultät von Bordeaux (1957).
Lhote war Autor mehrerer theoretischer Abhandlungen. In diesen setzte er sich mit der Malerei auseinander. Durch die Unterrichtstätigkeit und Schriften übte er großen Einfluss auf seine Schülerschaft aus. Dazu zählten unter anderem Else Hertzer, Tamara de Lempicka, Henri Cartier-Bresson, Alf Bayrle, Fred Klein und William Klein, Gerhild Diesner, Oswald Petersen und Wilfried Kirschl.

## Werke (Auswahl)
Schriften
- 1923: Portrait de Corot. Stock, Paris.
- 1925: Jacques Rivière, critique et ami. In: La Nouvelle Revue Française. Nr. 139, 1. April 1925, S. 611–617.
- 1926: Les Peintres français nouveaux. Gallimard, Paris.
- 1939: Traité du paysage. Librairie Floury.
- 1942: Peinture d’abord. Denoël, Paris.
- 1943: Petits itinéraires à l’usage des artistes. Denoël, Paris.
- 1946: De la palette à l’écritoire. Corréa.
- 1950: Traité de la figure. Librairie Floury.
- 1954: Les chefs-d’œuvre de la peinture égyptienne. Hachette, Paris.
- 1956: La peinture libérée. Grasset, Paris.
- 1967: Les invariants plastiques. Hermann.

Gemälde
- 1920: Landschaft mit Häusern, Öl auf Leinwand, 65 × 50 cm, Puschkin-Museum, Moskau
- 1923: Femme à sa toilette

## Ausstellungen
- 1920: Ausstellung der Werke von André Lhote, Paris, Galerie Druet; Katalog mit einem Vorwort von Jacques Rivière in Bourges, Bibliothèque Municipale (Fonds Rivière, Imprimés)

Postum
- 1967: Hommage à André Lhote, Musée des Beaux-Arts, Bordeaux
- 1974: André Lhote und seine jugoslawischen Schüler, Staatsmuseum, Belgrad
- 1975: André Lhote, Musée des Beaux-Arts Léon-Dierx, Saint-Denis (Réunion)
- 1986: La peinture, le cœur et l’esprit. Hommage à André Lhote, Alain-Fournier et Jacques Rivière, Musée des Beaux-Arts, Bordeaux
- 2000: Retrospektive des Werkes von André Lhote, Agence Galerie, Plaissan